# The Mavericks
The Mavericks sind eine aus Miami stammende und jetzt in Nashville beheimatete Country-Rock-Band mit starken Tex-Mex-Einflüssen.

## Geschichte
Die Leidenschaft für Schallplatten der Rock-’n’-Roll-Ära brachte Raul Malo, Robert Reynolds und Paul Deakin Ende der 1980er Jahre in Miami zusammen. Man kannte sich noch aus der Schulzeit. Jeder hatte bereits in verschiedenen Bands Erfahrungen gesammelt. Als The Mavericks machte die Gruppe sich zunächst im Großraum Miami einen Namen als Liveband. Ende 1990 wurde ein selbstfinanziertes Album eingespielt, das ausschließlich Raul-Malo-Kompositionen enthielt. Verschiedene Plattenfirmen bemühten sich um das Trio. Schließlich kam es zum Vertragsabschluss mit MCA.
Zur Produktion ihre ersten Albums, From Hell to Paradise, wurde der erfahrene Leadgitarrist David Lee Holt angeheuert. Die Lieder stammten wiederum zum größten Teil von Raul Malo. Die Verkaufszahlen blieben allerdings deutlich hinter den Erwartungen zurück, obwohl die Kritiker von der musikalischen Qualität mehr als angetan waren. Das zweite Album, What a Crying Shame, brachte 1994 den Durchbruch. Es verkaufte sich in den USA über eine Million Mal und wurde dort mit Platin ausgezeichnet. David Lee Holt verließ anschließend die Gruppe und wurde durch Nick Kane ersetzt. Auch das nächste Album, Music for All Occasions, war erfolgreich und erhielt Gold in Amerika und Silber in England. Die Gruppe erhielt in jenen Jahren zahlreiche Auszeichnungen, darunter einen Grammy und zwei CMA Awards als „Vocal Group of the Year“.
Das 1998 veröffentlichte, musikalisch ausgesprochen vielfältige Album Trampoline verkaufte sich besonders gut in Europa. Vor allem in Großbritannien, wo die Mavericks 1998 und 1999 mehrere ausverkaufte Konzerte gaben, bildete sich eine solide Fanbasis. Das von dem mit Platin prämierten Album Trampoline ausgekoppelte Dance the Night Away erreichte den vierten Platz in den britischen Singlecharts; der dazugehörige Videoclip wurde auch in Deutschland sehr oft in den Popmusiksendern gespielt. Der für eine Countryband eher untypische Sound mit einer harten Rhythmusgruppe und der an Roy Orbison erinnernden Stimme ihres kubanischstämmigen Frontmanns Raul Malo hatten hierzu entscheidenden Anteil.
1999 wurde die Zusammenarbeit mit MCA beendet. Nick Kane verließ die Gruppe. Auch die verbliebenen drei Mitglieder widmeten sich zunehmend Soloprojekten. Zeitweilig waren die Mavericks nicht mehr existent. 2003 fand man sich wieder zusammen und unterschrieb bei dem kleinen Londoner Label Sanctuary. Hier wurde im gleichen Jahr das Album The Mavericks produziert, das wiederum überwiegend Lieder von Raul Malo enthielt.

### Wiedervereinigung
In 2012 kam die Wiedervereinigung der Band. Das Reunion-Album In Time wurde im Februar 2013 veröffentlicht. Seitdem ist die Band regelmäßig auf Tournee. In 2015 folgte das Album Mono und in 2017 Brand New Day. Mono und Brand New Day waren in 2016 und 2018 jeweils für zwei Grammy Award nominiert.
2014 trennte sich die Band aufgrund seiner Drogensucht von dem Gründungsmitglied Robert Reynolds.
Am 21. August 2020 veröffentlichte die Band En Español, das erste Album der Band ganz in Spanisch.

## Diskografie

### Studioalben
| Jahr | Titel Musiklabel Katalog-Nr.                   | Höchstplatzierung, Gesamtwochen, AuszeichnungChartplatzierungen (Jahr, Titel, Musiklabel Katalog-Nr., Platzierungen, Wochen, Auszeichnungen, Anmerkungen) | Höchstplatzierung, Gesamtwochen, AuszeichnungChartplatzierungen (Jahr, Titel, Musiklabel Katalog-Nr., Platzierungen, Wochen, Auszeichnungen, Anmerkungen) | Höchstplatzierung, Gesamtwochen, AuszeichnungChartplatzierungen (Jahr, Titel, Musiklabel Katalog-Nr., Platzierungen, Wochen, Auszeichnungen, Anmerkungen) | Höchstplatzierung, Gesamtwochen, AuszeichnungChartplatzierungen (Jahr, Titel, Musiklabel Katalog-Nr., Platzierungen, Wochen, Auszeichnungen, Anmerkungen) | Höchstplatzierung, Gesamtwochen, AuszeichnungChartplatzierungen (Jahr, Titel, Musiklabel Katalog-Nr., Platzierungen, Wochen, Auszeichnungen, Anmerkungen) | Höchstplatzierung, Gesamtwochen, AuszeichnungChartplatzierungen (Jahr, Titel, Musiklabel Katalog-Nr., Platzierungen, Wochen, Auszeichnungen, Anmerkungen) | Anmerkungen                                                                      |
| Jahr | Titel Musiklabel Katalog-Nr.                   | DE | AT | CH | UK | US | Country | Anmerkungen                                                                      |
| ---- | ---------------------------------------------- | --- | --- | --- | --- | --- | --- | -------------------------------------------------------------------------------- |
| 1994 | What a Crying Shame MCA 10961                  | — | — | — | — | US54 Platin · (74 Wo.)US | Country6 (128 Wo.)Country | Erstveröffentlichung: 1. Februar 1994 Produzent: Don Cook                        |
| 1995 | Music for All Occasions MCA 11257              | — | — | — | UK56 Silber · (2 Wo.)UK | US58 Gold · (39 Wo.)US | Country9 (72 Wo.)Country | Erstveröffentlichung: 26. September 1995 Produzenten: Don Cook, Raul Malo        |
| 1998 | Trampoline MCA Nashville 70018                 | DE96 (2 Wo.)DE | AT42 (2 Wo.)AT | — | UK10 Platin · (55 Wo.)UK | US96 (6 Wo.)US | Country9 (32 Wo.)Country | Erstveröffentlichung: 2. März 1998 Produzenten: Don Cook, Raul Malo              |
| 2003 | The Mavericks Sanctuary 84612                  | — | — | — | UK65 (2 Wo.)UK | — | Country32 (7 Wo.)Country | Erstveröffentlichung: 23. September 2003 Produzenten: Kenny Greenberg, Raul Malo |
| 2012 | Suited Up and Ready … (EP) Big Machine Records | — | — | — | — | — | Country47 (1 Wo.)Country | Erstveröffentlichung: 29. Mai 2012                                               |
| 2013 | In Time The Valory Music Co. VMCMV0100B        | — | — | — | UK37 (3 Wo.)UK | US39 (4 Wo.)US | Country8 (26 Wo.)Country | Erstveröffentlichung: 4. Februar 2013 Produzenten: Niko Bolas, Raul Malo         |
| 2015 | Mono The Valory Music Co. VMCMV0200A           | — | — | — | UK96 (1 Wo.)UK | US57 (2 Wo.)US | Country5 (9 Wo.)Country | Erstveröffentlichung: 17. Februar 2015 Produzenten: Niko Bolas, Raul Malo        |
| 2017 | Brand New Day Mono Mundo 002                   | — | — | CH79 (1 Wo.)CH | — | US149 (1 Wo.)US | Country31 (1 Wo.)Country | Erstveröffentlichung: 31. März 2017 Produzenten: Niko Bolas, Raul Malo           |
| 2020 | En Español Mono Mundo 002                      | — | — | CH59 (1 Wo.)CH | — | — | — | Erstveröffentlichung: 21. August 2020                                            |

Weitere Alben
- 1990: The Mavericks (Y&T Music 1 / Cross Three Records 9403)
- 1992: From Hell to Paradise (MCA 10544)
- 2018: Hey! Merry Christmas! (Mono Mundo)
- 2019: Play the Hits! (Mono Mundo)
- 2024: Moon & Stars (Mono Mundo)

### Livealben
| Jahr | Titel Musiklabel Katalog-Nr.             | Höchstplatzierung, Gesamtwochen, AuszeichnungChartplatzierungen (Jahr, Titel, Musiklabel Katalog-Nr., Platzierungen, Wochen, Auszeichnungen, Anmerkungen) | Höchstplatzierung, Gesamtwochen, AuszeichnungChartplatzierungen (Jahr, Titel, Musiklabel Katalog-Nr., Platzierungen, Wochen, Auszeichnungen, Anmerkungen) | Höchstplatzierung, Gesamtwochen, AuszeichnungChartplatzierungen (Jahr, Titel, Musiklabel Katalog-Nr., Platzierungen, Wochen, Auszeichnungen, Anmerkungen) | Höchstplatzierung, Gesamtwochen, AuszeichnungChartplatzierungen (Jahr, Titel, Musiklabel Katalog-Nr., Platzierungen, Wochen, Auszeichnungen, Anmerkungen) | Höchstplatzierung, Gesamtwochen, AuszeichnungChartplatzierungen (Jahr, Titel, Musiklabel Katalog-Nr., Platzierungen, Wochen, Auszeichnungen, Anmerkungen) | Höchstplatzierung, Gesamtwochen, AuszeichnungChartplatzierungen (Jahr, Titel, Musiklabel Katalog-Nr., Platzierungen, Wochen, Auszeichnungen, Anmerkungen) | Anmerkungen                            |
| Jahr | Titel Musiklabel Katalog-Nr.             | DE | AT | CH | UK | US | Country | Anmerkungen                            |
| ---- | ---------------------------------------- | --- | --- | --- | --- | --- | --- | -------------------------------------- |
| 2016 | All Night Live: Volume 1 Mono Mundo 0001 | — | — | — | — | — | Country14 (2 Wo.)Country | Erstveröffentlichung: 14. Oktober 2016 |

Weitere Livealben
- 1998: It’s Now! It’s Live! (MCA Nashville 70026)
- 2004: Live in Austin Texas (Sanctuary 84715)

### Kompilationen
| Jahr | Titel Musiklabel Katalog-Nr.                                                           | Höchstplatzierung, Gesamtwochen, AuszeichnungChartplatzierungen (Jahr, Titel, Musiklabel Katalog-Nr., Platzierungen, Wochen, Auszeichnungen, Anmerkungen) | Höchstplatzierung, Gesamtwochen, AuszeichnungChartplatzierungen (Jahr, Titel, Musiklabel Katalog-Nr., Platzierungen, Wochen, Auszeichnungen, Anmerkungen) | Höchstplatzierung, Gesamtwochen, AuszeichnungChartplatzierungen (Jahr, Titel, Musiklabel Katalog-Nr., Platzierungen, Wochen, Auszeichnungen, Anmerkungen) | Höchstplatzierung, Gesamtwochen, AuszeichnungChartplatzierungen (Jahr, Titel, Musiklabel Katalog-Nr., Platzierungen, Wochen, Auszeichnungen, Anmerkungen) | Höchstplatzierung, Gesamtwochen, AuszeichnungChartplatzierungen (Jahr, Titel, Musiklabel Katalog-Nr., Platzierungen, Wochen, Auszeichnungen, Anmerkungen) | Höchstplatzierung, Gesamtwochen, AuszeichnungChartplatzierungen (Jahr, Titel, Musiklabel Katalog-Nr., Platzierungen, Wochen, Auszeichnungen, Anmerkungen) | Anmerkungen                            |
| Jahr | Titel Musiklabel Katalog-Nr.                                                           | DE | AT | CH | UK | US | Country | Anmerkungen                            |
| ---- | -------------------------------------------------------------------------------------- | --- | --- | --- | --- | --- | --- | -------------------------------------- |
| 1999 | Super Colossal Smash Hits of the 90’s: The Best of the Mavericks Mercury 088 170 112-2 | — | — | — | UK40 Gold · (12 Wo.)UK | — | Country45 (19 Wo.)Country | Erstveröffentlichung: 9. November 1999 |

Weitere Kompilationen
- 2003: The Mavericks Collection (Spectrum Music 170 329; UK: Silber)
- 2004: The Definitive Collection (MCA Nashville B0002501-02)
- 2006: Gold (2 CDs; MCA Nashville B0006361-02)
- 2011: Icon (MCA Nashville 0602527621258)

### Singles
| Jahr | Titel Album                                              | Höchstplatzierung, Gesamtwochen, AuszeichnungChartplatzierungen (Jahr, Titel, Album, Platzierungen, Wochen, Auszeichnungen, Anmerkungen) | Höchstplatzierung, Gesamtwochen, AuszeichnungChartplatzierungen (Jahr, Titel, Album, Platzierungen, Wochen, Auszeichnungen, Anmerkungen) | Höchstplatzierung, Gesamtwochen, AuszeichnungChartplatzierungen (Jahr, Titel, Album, Platzierungen, Wochen, Auszeichnungen, Anmerkungen) | Höchstplatzierung, Gesamtwochen, AuszeichnungChartplatzierungen (Jahr, Titel, Album, Platzierungen, Wochen, Auszeichnungen, Anmerkungen) | Höchstplatzierung, Gesamtwochen, AuszeichnungChartplatzierungen (Jahr, Titel, Album, Platzierungen, Wochen, Auszeichnungen, Anmerkungen) | Höchstplatzierung, Gesamtwochen, AuszeichnungChartplatzierungen (Jahr, Titel, Album, Platzierungen, Wochen, Auszeichnungen, Anmerkungen) | Anmerkungen                                                                                               |
| Jahr | Titel Album                                              | DE | AT | CH | UK | US | Country | Anmerkungen                                                                                               |
| ---- | -------------------------------------------------------- | --- | --- | --- | --- | --- | --- | --- |
| 1992 | Hey Good Lookin’ From Hell to Paradise                   | — | — | — | — | — | Country74 (1 Wo.)Country | Erstveröffentlichung: Juni 1992 Autor und Original: Hank Williams, 1951                                   |
| 1994 | What a Crying Shame                                      | — | — | — | — | — | Country25 (20 Wo.)Country | Erstveröffentlichung: 1. Januar 1994 Autoren: Kostas Lazarides, Raul Malo                                 |
| 1994 | O What a Thrill What a Crying Shame                      | — | — | — | — | — | Country18 (20 Wo.)Country | Erstveröffentlichung: Mai 1994 Autor: Jesse Winchester                                                    |
| 1994 | There Goes My Heart What a Crying Shame                  | — | — | — | — | — | Country20 (20 Wo.)Country | Erstveröffentlichung: September 1994 Autoren: Kostas Lazarides, Raul Malo                                 |
| 1995 | I Should Have Been True What a Crying Shame              | — | — | — | — | — | Country30 (16 Wo.)Country | Erstveröffentlichung: Januar 1995 Autoren: Stan Lynch, Raul Malo                                          |
| 1995 | All That Heaven Will Allow What a Crying Shame           | — | — | — | — | — | Country49 (12 Wo.)Country | Erstveröffentlichung: Mai 1995 Autor und Original: Bruce Springsteen                                      |
| 1995 | Here Comes the Rain Music for All Occasions              | — | — | — | UK99 (1 Wo.)UK | — | Country22 (20 Wo.)Country | Erstveröffentlichung: August 1995 Grammy (Beste Country-Gruppe) Autoren: Kostas Lazarides, Raul Malo      |
| 1996 | All You Ever Do Is Bring Me Down Music for All Occasions | — | — | — | — | — | Country13 (20 Wo.)Country | Erstveröffentlichung: 8. Januar 1996 feat. Flaco Jiménez Autoren: Al Anderson, Raul Malo                  |
| 1996 | Missing You Music for All Occasions                      | — | — | — | — | — | Country54 (10 Wo.)Country | Erstveröffentlichung: Juli 1996 Autoren: Al Anderson, Raul Malo                                           |
| 1998 | To Be with You Trampoline                                | — | — | — | — | — | Country51 (12 Wo.)Country | Erstveröffentlichung: Februar 1998 Autoren: James House, Raul Malo                                        |
| 1998 | Dance the Night Away Trampoline                          | DE66 (9 Wo.)DE | — | — | UK4 Platin · (18 Wo.)UK | — | Country63 (7 Wo.)Country | Erstveröffentlichung: April 1998 Autor: Raul Malo                                                         |
| 1998 | I’ve Got This Feeling Trampoline                         | — | — | — | UK27 (4 Wo.)UK | — | — | Erstveröffentlichung: September 1998 Autoren: Jaime Hanna, Raul Malo                                      |
| 1999 | Someone Should Tell Her Trampoline                       | — | — | — | UK45 (2 Wo.)UK | — | — | Erstveröffentlichung: Mai 1999 Autoren: Al Anderson, Raul Malo                                            |
| 1999 | Here Comes My Baby The Best of the Mavericks             | — | — | — | UK82 (2 Wo.)UK | — | Country42 (20 Wo.)Country | Erstveröffentlichung: Oktober 1999 Autor und Original: Cat Stevens, 1967                                  |
| 2004 | Air That I Breathe The Mavericks (2003)                  | — | — | — | — | — | Country59 (1 Wo.)Country | Erstveröffentlichung: Februar 2004 Autoren: Albert Hammond, Mike Hazlewood Original: Albert Hammond, 1972 |
| 2012 | Born to Be Blue In Time                                  | — | — | — | — | — | Country46 (11 Wo.)Country | Erstveröffentlichung: Juni 2012 Autoren: James House, Raul Malo                                           |

Weitere Singles
- 1992: This Broken Heart
- 1992: I Got You
- 1995: Blue Moon (aus dem Film Apollo 13)
- 1997: I Don’t Care If You Love Me Anymore (aus dem Film Michael)
- 1999: Things I Cannot Change
- 2003: I Want to Know
- 2003: Would You Believe
- 2003: Blue Christmas
- 2013: Back in Your Arms Again
- 2013: Come unto Me
- 2015: All Night Long
- 2015: Summertime (When I’m with You)

## Auszeichnungen für Musikverkäufe
| Platin-Schallplatte - Neuseeland - 1998: für das Album Trampoline |

Anmerkung: Auszeichnungen in Ländern aus den Charttabellen bzw. Chartboxen sind in ebendiesen zu finden.
| Land/RegionAuszeichnungen für Musikverkäufe (Land/Region, Auszeichnungen, Verkäufe, Quellen) | Silber     | Gold     | Platin     | Verkäufe  | Quellen                   |
| -------------------------------------------------------------------------------------------- | ---------- | -------- | ---------- | --------- | ------------------------- |
| Neuseeland (RMNZ)                                                                            | —          | —        | Platin1    | 15.000    | aotearoamusiccharts.co.nz |
| Vereinigte Staaten (RIAA)                                                                    | —          | Gold1    | Platin1    | 1.500.000 | riaa.com                  |
| Vereinigtes Königreich (BPI)                                                                 | 2× Silber2 | Gold1    | 2× Platin2 | 1.120.000 | bpi.co.uk                 |
| Insgesamt                                                                                    | 2× Silber2 | 2× Gold2 | 4× Platin4 |           |                           |

## Auszeichnungen (Auswahl)
- 1995 – Grammy – "Best Country Performance by a Duo or Group with Vocal" für Here Comes the Rain
- 1995 – CMA Awards – "Vocal Group of the Year"
- 1995 – Academy of Country Music Awards – "Top Vocal Group"
- 1996 – CMA Award – "Vocal Group of the Year"
- 1994 – Academy of Country Music Award – "Top Vocal Group"
- 1994 – Academy of Country Music Award – "Top New Vocal Duo or Group"